# Euxena
Euxena là một chi bướm đêm thuộc họ Geometridae.

## Các loài
- Euxena albiguttata
- Euxena crypsichroma